# Liste der Kulturgüter in Vaduz
Die Liste der Kulturgüter in Vaduz enthält alle unter Denkmalschutz gestellten Objekte auf dem Gebiet der Gemeinde Vaduz im Fürstentum Liechtenstein. Grundlage ist das Verzeichnis der geschützten Kulturgüter im Fürstentum Liechtenstein, das durch das Amt für Kultur erstellt und seither laufend ergänzt wurde (Stand: 2020).

## Kulturgüter
| Foto |                                                         | Objekt | Standort                                                | Beschreibung | Eintragung |
| ---- | ------------------------------------------------------- | --- | ------------------------------------------------------- | --- | ---------- |
| ja   | Datei hochladen · zugehöriges Wikidata-Objekt Q694782   | Schloss Vaduz Objekt-Nr.: 5512.0065                                                                                    | Fürst-Franz-Josef-Strasse 150 (Karte)Parzelle: 820      | | 30.09.1952 |
|      | Datei hochladen                                         | Haus 81/81 ½ samt Torkel Objekt-Nr.: 5512.0066                                                                         | Hintergass 11 (Karte)Parzelle: 468                      | | 30.09.1952 |
|      | Datei hochladen                                         | Haus 84 Objekt-Nr.: 5512.0069                                                                                          | Hintergass 13 (Karte)Parzelle: 470                      | Das Haus in der Hintergass 13 wurde 1705 erbaut. Es erhebt sich über einem gewölbten Keller. | 16.03.1976 |
| ja   | Datei hochladen                                         | Haus 74 samt Stall, Hotel Löwen Objekt-Nr.: 5512.0070                                                                  | Herrengasse 35 (Karte)Parzelle: 530                     | Der Kernbau des Gasthofs Löwen wurde 1380 erstellt. | 03.07.1979 |
| ja   | Datei hochladen                                         | Haus 2, altes Pfarrhaus Objekt-Nr.: 5512.0071                                                                          | St. Florinsgasse 7 (Karte)Parzelle: 824                 | Das alte Pfarrhaus wurde in den Jahren 1753/54 erbaut. | 17.03.1981 |
|      | Datei hochladen · zugehöriges Wikidata-Objekt Q2175416  | Burgruine Schalun, Wildschloss Objekt-Nr.: 5512.0072                                                                   | (Karte)Parzelle: 1007                                   | | 28.09.1981 |
| ja   | Datei hochladen                                         | Haus 121, Haus im Winkel Objekt-Nr.: 5512.0073                                                                         | Fürst-Franz-Josef-Strasse 84 (Karte)Parzelle: 442       | | 20.10.1981 |
| ja   | Datei hochladen · zugehöriges Wikidata-Objekt Q436158   | Rheinbrücke Vaduz–Sevelen Objekt-Nr.: 5512.0074                                                                        | (Karte)Parzelle: 2201                                   | Die jetzige Brücke hat ihren Ursprung aus der Brücke, die im Jahr 1870/71 nach den Plänen des Landestechnikers Peter Rheinberger erbaut wurde. | 22.12.1981 |
|      | Datei hochladen                                         | Haus „Im Winkel“ Objekt-Nr.: 5512.0546                                                                                 | Fürst-Franz-Josef-Strasse 86 (Karte)Parzelle: 443       | | 10.08.1982 |
| ja   | Datei hochladen · zugehöriges Wikidata-Objekt Q2168503  | Haus 105, Rotes Haus Objekt-Nr.: 5512.0064                                                                             | Fürst-Franz-Josef-Strasse 102 (Karte)Parzelle: 579      | | 28.06.1983 |
|      | Datei hochladen                                         | Haus 97 Objekt-Nr.: 5512.0075                                                                                          | Altenbach 26 (Karte)Parzelle: 1101                      | Das Wohnhaus, dessen Kernbau noch in Blockbautechnik besteht, wird in das Jahr 1627 datiert. Erweitert wurde das Wohnhaus im 17. und 19. Jahrhundert.                                                                                                 | 13.09.1983 |
|      | Datei hochladen                                         | Haus 82 samt Stall Objekt-Nr.: 5512.0077                                                                               | Hintergass 14 (Karte)Parzelle: 596, 597, 598, 601       | Das Wohnhaus weist in der Form ein Bauernhaus aus dem 19. Jahrhundert auf, jedoch vermutet man den Ursprung des Hauses auf das Ende des 18. Jahrhunderts.                                                                                             | 05.03.1984 |
| ja   | Datei hochladen                                         | Haus 123 samt Stall Objekt-Nr.: 5512.0078                                                                              | Fürst-Franz-Josef-Strasse 80 (Karte)Parzelle: 438       | | 07.04.1987 |
|      | Datei hochladen                                         | Haus 89/90/162, Mitteldorf Objekt-Nr.: 5512.0079                                                                       | Kasperigass 2 (Karte)Parzelle: 586, 959, 960            | | 06.06.1989 |
| ja   | Datei hochladen                                         | Haus 14, Verweserhaus Objekt-Nr.: 5512.0080                                                                            | Städtle 45 (Karte)Parzelle: 822                         | Das sogenannte «Verweserhaus» soll nach dendrochronologischen Untersuchungen seinen Ursprung etwa im 12. bis 14. Jahrhundert haben. | 21.04.1992 |
| ja   | Datei hochladen · zugehöriges Wikidata-Objekt Q1557760  | Haus 15, Liechtensteinisches Landesmuseum Objekt-Nr.: 5512.0067                                                        | Städtle 43 (Karte)Parzelle: 822                         | Der Beginn der Baugeschichte des heutigen Liechtensteinischen Landesmuseums lässt sich zurück datieren in das Jahr 1438. | 21.04.1992 |
| ja   | Datei hochladen · zugehöriges Wikidata-Objekt Q2137745  | Haus 206, Regierungsgebäude Objekt-Nr.: 5512.0081                                                                      | Peter-Kaiser-Platz 1 (Karte)Parzelle: 822               | Das Regierungsgebäude wurde 1903 bis 1905 nach den Plänen des fürstlichen Architekten Gustav Ritte von Neumann errichtet. | 21.04.1992 |
| ja   | Datei hochladen · zugehöriges Wikidata-Objekt Q2147577  | Haus 4, Rheinbergerhaus Objekt-Nr.: 5512.0082                                                                          | St. Florinsgasse 1 (Karte)Parzelle: 822                 | Das «Rheinbergerhaus» wurde Mitte des 16. Jahrhunderts als Amtshaus für den Grafen von Sulz erbaut. | 24.04.1992 |
| ja   | Datei hochladen · zugehöriges Wikidata-Objekt Q156427   | Pfarrkirche St. Florin Objekt-Nr.: 5512.0063                                                                           | Heiligkreuz 1 (Karte)Parzelle: 828                      | Der Grundstein für die Pfarrkirche St. Florin wurde am 17. August 1869 gelegt. Ausgeführt wurde der Bau nach den Plänen des Wiener Dombaumeisters Friedrich von Schmidt.                                                                              | 24.04.1992 |
| ja   | Datei hochladen                                         | Haus 184 Objekt-Nr.: 5512.0083                                                                                         | Landstrasse 25 (Karte)Parzelle: 195                     | Das Haus 184 wurde nach den Plänen des Wiener Architekten Ignaz Bankó in den Jahren 1878/79 erbaut. | 12.05.1992 |
| ja   | Datei hochladen                                         | Schulzentrum Mühleholz, Liechtensteinisches Gymnasium und Realschule Objekt-Nr.: 5512.0084                             | Marianumstrasse 45 (Karte)Parzelle: 1770                | Das Schulzentrum Mühleholz befindet sich an der Gemeindegrenze zu Schaan und entstand 1969/1972 nach einem international ausgeschriebenen Wettbewerb. Ausgeführt wurde das Schulzentrum nach den Plänen des Architekten Ernst Gisel aus Zürich.       | 26.05.1992 |
| ja   | Datei hochladen · zugehöriges Wikidata-Objekt Q1342893  | Haus 18, Engländerbau, ehemals Mutual Geschäftshaus Objekt-Nr.: 5512.0085                                              | Städtle 37 (Karte)Parzelle: 763                         | Der sogenannte «Engländerbau» wurde im Jahr 1933 von dem Architekten Erwin Hinderer als Geschäftsgebäude erbaut. | 01.09.1992 |
| ja   | Datei hochladen                                         | Haus 110 samt Kleinviehstall Objekt-Nr.: 5512.0086                                                                     | Hintergass 35 (Karte)Parzelle: 453                      | | 08.06.1993 |
|      | Datei hochladen                                         | Haus 111 samt Kleinviehstall Objekt-Nr.: 5512.0087                                                                     | Hintergass 37 (Karte)Parzelle: 449, 452                 | | 08.06.1993 |
|      | Datei hochladen                                         | Archäologische Bereiche der St. Florinsgasse der ehem. Kapelle St. Florinus und Unt. Hofkaplanei Objekt-Nr.: 5513.0001 | St. Florinsgasse (Karte)Parzelle: 822, 824, 827         | | 14.11.1995 |
| ja   | Datei hochladen                                         | Haus 3, Schädlerhaus Objekt-Nr.: 5512.0088                                                                             | St. Florinsgasse 3 (Karte)Parzelle: 822                 | Das ehemalige Wohnhaus mit Praxisräumen, das sogenannte «Schädlerhaus», wurde 1872/73 von Seraphin Pümpel erbaut. | 16.01.1996 |
|      | Datei hochladen                                         | Haus 229, ehem. Arbeiterwohnhaus Jenny, Spoerry & Cie., ehem. Gipsmühle Objekt-Nr.: 5512.0089                          | Im Mühleholz 39 (Karte)Parzelle: 1949                   | In dem Jahr 1800 wurde die Gipsmühle von Johann Rheinberger errichtet. | 25.03.1997 |
|      | Datei hochladen                                         | Haus 177, ehem. Arbeiterwohnhaus Jenny, Spoerry & Cie., Mühleholz Objekt-Nr.: 5512.0258                                | Im Mühleholz 29 (Karte)Parzelle: 2954, 2953             | | 04.09.1997 |
|      | Datei hochladen                                         | Haus 226, ehem. Arbeiterwohnhaus Jenny, Spoerry & Cie., Mühleholz Objekt-Nr.: 5512.0259                                | Im Mühleholz 31 (Karte)Parzelle: 2955                   | | 04.09.1997 |
| ja   | Datei hochladen                                         | Haus 227, ehem. Arbeiterwohnhaus Jenny, Spoerry & Cie., Mühleholz Objekt-Nr.: 5512.0260                                | Im Mühleholz 33 (Karte)Parzelle: 2956                   | | 04.09.1997 |
| ja   | Datei hochladen                                         | Haus 127, ehem. Arbeiterwohnhaus Jenny, Spoerry & Cie. Objekt-Nr.: 5512.0261                                           | Im Mühleholz 35 (Karte)Parzelle: 2957                   | | 04.09.1997 |
|      | Datei hochladen                                         | Haus Dr. Hermann Zickert Objekt-Nr.: 5512.0165                                                                         | Feldstrasse 17 (Karte)Parzelle: 235                     | Das von Architekt Ernst Sommerlad (1895–1977) im Jahre 1932/33 für den Financier Dr. Hermann Zickert erbaute Wohnhaus, welches im Volksmund oft auch «Viertelkreishaus» genannt wird, gilt als Architekturikone des Modernen Bauens in Liechtenstein. | 30.06.1998 |
| ja   | Datei hochladen · zugehöriges Wikidata-Objekt Q55719938 | Evangelische Kirche im Fürstentum Liechtenstein Objekt-Nr.: 5512.0223                                                  | Fürst-Franz-Josef-Strasse 9 (Karte)Parzelle: 1418, 1361 | Die Evangelische Kirche wurde 1962/63 nach den Plänen des Architekten Franz Hasler ausgeführt. | 21.03.2001 |
| ja   | Datei hochladen                                         | Haus Ospelt Hermann, Haus 198, Haus Laternser Objekt-Nr.: 5512.0536                                                    | Fürst-Franz-Josef-Strasse 90 (Karte)Parzelle: 445       | | 11.03.2003 |
|      | Datei hochladen                                         | Hofstätte Nr. 115 Objekt-Nr.: 5512.0651                                                                                | Wingertgasse 2 (Karte)Parzelle: 3625                    | | 07.07.2009 |
| ja   | Datei hochladen                                         | Rheinbergerdenkmal, Ehrendenkmal von Rheinberger Josef Gabriel Objekt-Nr.: 5512.0680                                   | St. Florinsgasse 1 (Karte)Parzelle: 822                 | | 04.10.2011 |
|      | Datei hochladen                                         | Haus 34, ehem. Arbeiterwohnhaus Objekt-Nr.: 5512.0647                                                                  | Im Mühleholz 34 (Karte)Parzelle: 1127                   | | 30.04.2013 |
|      | Datei hochladen                                         | Mosaiken von Eugen Schüepp Objekt-Nr.: 5512.0802                                                                       | Jägerweg 1 (Karte)Parzelle: 1117                        | | 02.06.2015 |